# Microcerella andina
Microcerella andina är en tvåvingeart som beskrevs av Guilherme A.M.Lopes 1975. Microcerella andina ingår i släktet Microcerella och familjen köttflugor. Inga underarter finns listade i Catalogue of Life.